# Theresienstädter Familienlager

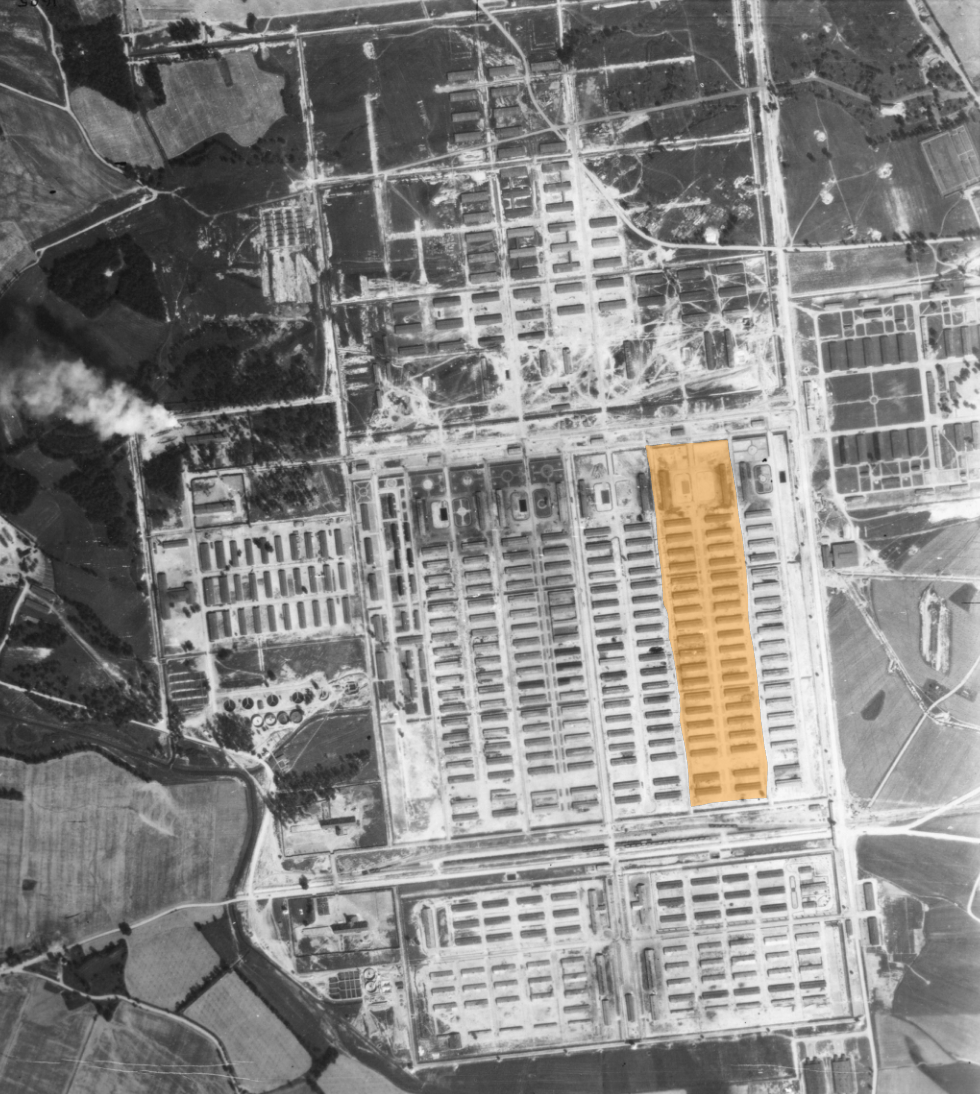
Lagerabschnitt B IIb (orange markiert) des KZ Auschwitz-Birkenau (Ausschnitt einer Luftaufnahme der Royal Air Force vom August 1944)

Als Theresienstädter Familienlager oder Familienlager Theresienstadt im Vernichtungslager  Auschwitz-Birkenau wird der dort von September 1943 bis Juli 1944 bestehende Lagerbereich im Abschnitt B IIb bezeichnet. In dem Abschnitt Theresienstädter Familienlager wurden durch die SS mehr als 17.500 jüdische Männer, Frauen und Kinder vorübergehend gefangen gehalten, die zuvor aus dem Ghetto Theresienstadt nach Auschwitz deportiert worden waren. Die Mehrzahl dieser Deportierten stammte zunächst aus dem so genannten Protektorat Böhmen und Mähren. Von den Häftlingen im Familienlager überlebten nur knapp 1.200 Menschen den Holocaust; die Mehrzahl wurde in den Gaskammern vor Ort ermordet oder starb in Auschwitz-Birkenau aufgrund der katastrophalen Lebensbedingungen. Einige starben nach ihrer weiteren Deportation in andere deutsche Konzentrationslager. Der Lagerabschnitt Theresienstädter Familienlager in Auschwitz diente der NS-Propaganda zur Verschleierung des Holocaust; unter anderem mussten Häftlinge dieses Lagerteils vor ihrer Ermordung vordatierte Postkarten an Angehörige im Ghetto Theresienstadt schicken, die suggerieren sollten, dass es den in Wirklichkeit bereits Ermordeten im KZ Auschwitz-Birkenau immer noch „gut“ gehe.

## Hintergrund, Lagerareal und Nutzungsbeginn

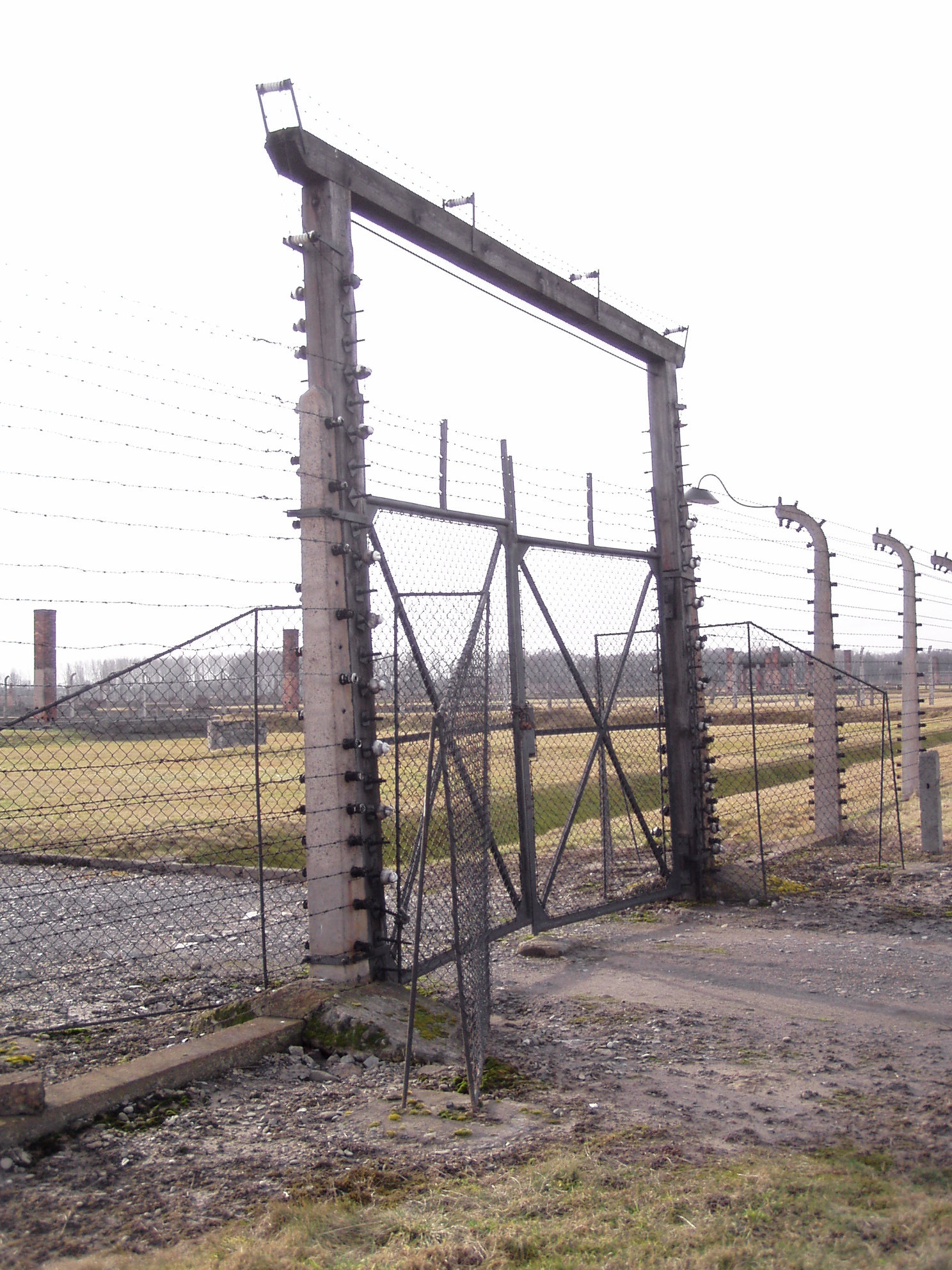
Eingangstor zum Lagerabschnitt B IIb des KZ Auschwitz-Birkenau (Aufnahme von 2007)

Aus dem Ghetto Theresienstadt gingen vom 20. Januar 1943 bis zum 1. Februar 1943 fünf Transporte mit insgesamt 7001 jüdischen Menschen in das Vernichtungslager Auschwitz-Birkenau ab, von denen über 5.600 umgehend nach ihrer Ankunft in der Gaskammer ermordet wurden. Danach wurden auf Weisung des Reichsführers SS Heinrich Himmler Transporte aus dem Ghetto Theresienstadt nach Auschwitz bis zum September 1943 vorübergehend eingestellt.
Nach dem Eintreffen zweier Transporte aus dem Ghetto Theresienstadt am 8. September 1943 mit 5006 jüdischen Männern, Frauen und Kindern im KZ Auschwitz-Birkenau begann die zehnmonatige Nutzung des Lagerabschnitts B IIb im KZ Auschwitz-Birkenau als sogenanntes Familienlager nur für Theresienstädter Häftlinge. Sie wurden ab diesem Zeitpunkt unüblicherweise ohne Selektion geschlossen in den Lagerabschnitt BII b verbracht, weswegen dieser Lagerbereich besonders aufgrund dieses „Privilegs“ die Bezeichnung Familienlager trug. Die genauen Gründe für die Einrichtung dieses Lagerareals sind nicht abschließend geklärt; jedenfalls diente es der NS-Propaganda zur Täuschung der Außenwelt über den Holocaust. Den Häftlingen der Septembertransporte und auch zweier folgender Transporte im Dezember 1943 war unbekannt, dass in den Begleitunterlagen zu diesem Transport eine sechsmonatige Schonfrist mit anschließender Sonderbehandlung vermerkt („SB mit sechsmonatiger Quarantäne“) und damit bereits deren Ermordung geplant war.
Dieses Areal umfasste einen etwa 600 Meter langen und 130 Meter breiten mit Stacheldraht eingezäunten Bereich, um den ein Entwässerungsgraben führte. Hier befanden sich 28 Unterkunftsblöcke, zwei als Krankenrevier genutzte Baracken (Nr. 30 und 32), eine Weberei sowie eine kombinierte Schul- und Kindergartenbaracke (Nr. 31). Die Bauarbeiten im Lagerabschnitt B IIb waren im September 1943 noch im Gange.

### Deportationen aus dem Ghetto Theresienstadt ins Familienlager
Aus dem Ghetto Theresienstadt gingen von September 1943 bis Mai 1944 folgende Zug-Transporte ins KZ Auschwitz-Birkenau ab:
- Am 6. September 1943 zwei Transporte mit insgesamt 5.007 Menschen
- Am 15. und 18. Dezember 1943 zwei Transporte mit insgesamt 5.007 Menschen
- Am 15., 16. und 18. Mai 1944 drei Transporte mit insgesamt 7.503 Menschen

Bis Mai 1944 wurden insgesamt 17.517 Menschen aus dem Ghetto Theresienstadt in das Theresienstädter Familienlager im KZ Auschwitz-Birkenau deportiert, von denen nur 1.167 den Holocaust überlebten.

### Herkunft und Zusammensetzung der Häftlinge
Die ersten Transporte aus dem Ghetto Theresienstadt in das Theresienstädter Familienlager in Auschwitz bestanden ausschließlich aus tschechischen Juden, insbesondere jungen Männern, die dem Lagerwiderstand im Ghetto nahestanden. Unter den deportierten Männern, Frauen und Kindern befanden sich auch alte und kranke Menschen. In den nachfolgenden Transporten befanden sich mindestens zur Hälfte Insassen deutscher, österreichischer oder niederländischer Herkunft. Die Transporte vom Mai 1944 bestanden nur noch zu etwa einem Drittel aus tschechischen Juden.

### Ankunft im Lager
Anders als sonstige Transporte mit deportierten Juden wurden von September 1943 bis Mai 1944 Transporte aus dem Ghetto Theresienstadt im KZ Auschwitz nicht selektiert, sondern geschlossen in das Theresienstädter Familienlager verbracht. Die dort gefangenen Menschen wurden im KZ Auschwitz als Häftlinge registriert, und wie im KZ Auschwitz üblich wurden dabei Häftlingsnummern auf den linken Unterarm tätowiert. Nach der Aufnahmeprozedur in der so genannten Sauna, später auch Zentralsauna, durften diese neu im Lager aufgenommenen Häftlinge statt der im KZ Auschwitz üblichen gestreiften Häftlingskleidung markierte Zivilkleidung tragen.

## Lagerbedingungen
Im Gegensatz zum Zigeunerlager Auschwitz konnten die Häftlinge im Theresienstädter Familienlager nicht direkt im Familienverband zusammenleben, da Männer in Häftlingsblöcken (Baracken) mit geraden Nummern und Frauen sowie Kinder in Blöcken mit ungeraden Nummern untergebracht waren. Neben dem „Privileg“, im Lager Zivilkleidung tragen zu dürfen und sich die Haare wachsen zu lassen, konnten die Häftlinge des Theresienstädter Familienlagers an ihre Angehörigen Briefe schreiben und Pakete empfangen. Die Post unterlag jedoch einer Zensur und die Pakete erreichten im Lager aufgrund von Diebstahl oft nicht ihren Empfänger.
Die sanitären Anlagen in diesem Lagerabschnitt waren vollkommen unzureichend, da für alle Häftlinge nur drei Waschräume und drei primitive Lagerlatrinen aus Betonplatten mit insgesamt 396 Löchern zur Verfügung standen. Den Familienverbänden war trotz relativer Bewegungsfreiheit im Familienlager nur die Stunde vor dem Abendappell für private Zusammenkünfte gestattet, darüber hinaus konnten informelle Treffen nur in den Latrinenräumlichkeiten unbeobachtet von der Lager-SS stattfinden. Nach dem Wecken wurde den Häftlingen vor dem Morgenappell nur eine halbe Stunde für Waschen, Anziehen und Aufräumen der Unterkünfte zugestanden.
Neben den absolut unhygienischen Zuständen herrschten in diesem Lagerteil auch eine unzureichende Krankenversorgung und Mangelernährung vor. Von den etwa 5000 im September 1943 ins Theresienstädter Familienlager eingewiesenen Menschen starben aufgrund der inhumanen Lagerbedingungen ca. 1.100 in den ersten sechs Monaten des Lagerbestehens.
Erwachsene und jugendliche Häftlinge wurden teils Arbeitskommandos zugewiesen, wo sie größtenteils im Rahmen der Fertigstellung des Lagerabschnitts B IIb beim Barackenbau, dem Anlegen einer Lagerstraße oder von Wasserkanälen Bauarbeiten bei zu geringer Nahrungsmenge verrichten mussten. Auf dem Lagergelände existierte auch eine Weberei, wo fast ausschließlich weibliche Häftlinge aus Textilresten u. a. Waffengurte für Maschinengewehre nähten. Des Weiteren gab es auch ein Entlausungs- und Kartoffelschälkommando. Einige Arbeitskommandos waren auch außerhalb des Lagerabschnitts eingesetzt, wie das aus Kindern und Jugendlichen bestehende Rollwagenkommando zur Decken- und Wäscheverteilung im gesamten Lagerbereich. Insgesamt herrschten im so genannten Theresienstädter Familienlager im KZ Auschwitz minimal günstigere Bedingungen als in anderen Lagerbereichen von Auschwitz.

### Kinderblock
Die Kinder im Familienlager waren in der Anfangsphase des Lagerbestehens zunächst ohne Betreuung. Der bereits im Ghetto Theresienstadt in der Jugendfürsorge tätige Häftling Fredy Hirsch beantragte beim Lagerältesten erfolgreich die Nutzung eines Häftlingsblocks für die Kinderbetreuung. Der Block 31 wurde schließlich unter Leitung des zum Blockältesten ernannten Hirsch als Ersatz für Kindergarten und Schule genutzt. Eine weitere Baracke wurde später ebenfalls für die Kinderbetreuung genutzt. Etwa 700 Kinder wurden nach Nationalitäten und Altersgruppen getrennt durch Häftlingserzieher im Kindergarten betreut oder in klassenähnlichen Verbänden unterrichtet. Verbotenerweise wurde teils in tschechischer Sprache unterrichtet und englische Sprachkenntnisse vermittelt. Die Kinder lernten Gedichte in deutscher Sprache und probten Theatervorführungen ein, die auch von SS-Männern besucht wurden. Dinah Babbitt bemalte eine Wand des Kinderblocks mit einer Szene aus dem Kinderfilm Schneewittchen und die sieben Zwerge von Walt Disney.

„Sie spielten Lagerältester und Blockältester, Appell mit Mützen ab, sie spielten die Kranken, die beim Appell ohnmächtig wurden und dafür Schläge bezogen […]. Einmal spielten sie auch Gaskammer. Sie machten eine Grube, in die sie ein Steinchen nach dem anderen schoben.“

### Lagerführung und Funktionshäftlinge
SS-Lagerführer des Theresienstädter Familienlagers war während der gesamten Dauer seines Bestehens der Rapportführer Fritz Buntrock, der bei den Häftlingen auf Grund seiner Brutalität gefürchtet war. Der Häftling Arno Böhm mit der Häftlingsnummer 8 aus dem ersten Transport von Kriminellen als künftigen Kapos in das KZ Auschwitz I war als Lagerältester in diesem Lagerabschnitt von der SS eingesetzt worden. Nachdem Böhm zur Waffen-SS zum Fronteinsatz eingezogen wurde, übertrug die SS dem Häftling Willy Brachmann Böhms Aufgaben als Lagerältester. Buntrock wurde nach dem Ende des Zweiten Weltkrieges im Krakauer Auschwitzprozess zum Tode verurteilt und hingerichtet.

### Lagerauflösung und Verbleib weiterer Häftlingsgruppen
Fredy Hirsch und einige weitere Lagerfunktionäre wurden spätestens Anfang März 1944 vom Lagerwiderstand über die kurz bevorstehende Ermordung der Insassen aus den Septembertransporten informiert. Am 6. März berichteten Angehörige der lagerinternen Widerstandsbewegung schließlich, dass die Krematorien des KZ Auschwitz-Birkenau bereits für die Vergasung der Häftlinge vorbereitet würden. Die Hoffnung, dass Hirsch einen Aufstand organisieren und leiten würde, zerschlug sich jedoch; er nahm sich kurz darauf mit einer Überdosis Barbiturate das Leben. Den Insassen der Septembertransporte im Familienlager wurde kurz vor ihrer Ermordung erklärt, dass sie in ein Arbeitslager in Heydebreck O.S. verlegt werden würden. In der Nacht vom 8. auf den 9. März 1944 mussten unter diesem Vorwand 3.791 Gefangene des Familienlagers auf Lastwagen steigen und wurden zu den Gaskammern innerhalb des KZ Auschwitz-Birkenau gefahren, wo sie ermordet wurden. Anfang März 1944 mussten die zur Ermordung vorgesehenen Gefangenen des angeblichen Familienlagers noch einmal vordatierte Postkarten an ihre Angehörigen schicken. Diese Postkarten trafen nach dem Tod der Absender bei den Empfängern im Lager Theresienstadt in Terezín ein und sollten suggerieren, dass es den bereits Toten im KZ Auschwitz-Birkenau immer noch „gut“ gehe. Die Einrichtung des Theresienstädter Familienlagers steht wahrscheinlich mit einem Besuch einer Abordnung des Internationalen Komitee vom Roten Kreuz im Ghetto Theresienstadt in Zusammenhang. Bis auf wenige Ausnahmen wurden lediglich 70 Zwillinge auf Veranlassung des Lagerarztes Josef Mengele von der Vergasung ausgenommen, da dieser sie noch für seine Zwillingsversuche „benötigte“.
Anfang Juli 1944 wurden die in diesem angeblichen Familienlager noch lebenden Gefangenen einer Selektion unterzogen und etwa 3000 bis 3500 arbeitsfähige Männer und Frauen in andere Konzentrationslager überstellt. Die verbliebenen 6.500 bis 7.000 Insassen des Familienlagers wurden in der Nacht zum 11. Juli 1944 und in der darauffolgenden Nacht vergast. Mit diesem Massenmord endete das Familienlager im Konzentrationslager Auschwitz.
Bekannte Häftlinge im Theresienstädter Familienlager waren u. a. Ruth Klüger, Jehuda Bacon und Ruth Bondy.

## Weitere Nutzung bis Januar 1945
Nach der Liquidierung des Theresienstädter Familienlagers wurden in den Lagerabschnitt BII b weibliche polnische Häftlinge aus dem Durchgangslager 121 Pruszków eingewiesen. Zuletzt wurden in diesen Lagerteil als arbeitsfähig eingestufte weibliche Häftlinge aus dem Lagerabschnitt B Ib verlegt.